# Åsa Cavalli-Björkman
Åsa Marianne Cavalli-Björkman, född 12 maj 1967, är en svensk konstvetare.
Cavalli-Björkman var tidigare museichef för Carl Eldhs ateljémuseum och doktorand i konstvetenskap vid Stockholms universitet. Hon utsågs 2020 till museichef för Thielska galleriet.
Hon är brorsdotter till finansmannen Hans Cavalli-Björkman.